# Ксав'є Бовуа
Ксав'є́ Бовуа́ (фр. Xavier Beauvois; нар. 20 березня 1967, Ошель, Франція) — французький актор, режисер та сценарист.

## Біографія
Ксав'є Бовуа народився 20 березня 1967 в Ошелі (департамент Па-де-Кале, Франція). З дитинства захоплювався історією кіно і навіть брав участь в юнацькій конференції в Кале. Потім він вирішив поступити в кіношколу IDHEC (нині — Le Femis), проте провалився.
Кінематографічну кар'єру починав помічником режисера Мануеля де Олівейри. У 1986 зняв свій перший короткометражний фільм. Потім допомагав на зйомках Андре Тешіне, а в 1991 році зняв перший повнометражний фільм «Північ», де сам виконав одну з головних ролей. Стрічка отримала дві номінації на «Сезар». Після цього Бовуа починають запрошувати як актора, а сам режисер знімає дуже рідко, але регулярно і якісно.
Стрічка 1995 року «Не забудь, що ти скоро помреш» принесла режисеру приз журі Каннського кінофестивалю і премію Жана Віго. Головні ролі у фільмі зіграли сам Бовуа і Кьяра Мастроянні. За стрічку «Молодий лейтенант» (2005) виконавиця головної ролі Каролін Водьє отримала премію «Сезар» у номінації «Найкраща жіноча роль».
У 2010 році Ксав'є Бовуа поставив фільм «Про людей і богів», в основі сюжету якого лежить реальна історія, яка сталася в Алжирі, де французькі служителі чернечого ордену цистерціанців деякий час жили у цілковитій гармонії з місцевим мусульманським населенням, надаючи допомогу та підтримку. Фільму було присуджено Гран-прі журі та Приз екуменічного журі на кінофестивалі в Каннах та низку інших престижний номінацій та нагород.
Остання за часом режисерська робота Ксав'є Бовуа «Ціна слави» (2013) була відібрана для участі у головній конкурсній програмі 71-го Венеційського кінофестивалю.

## Фільмографія

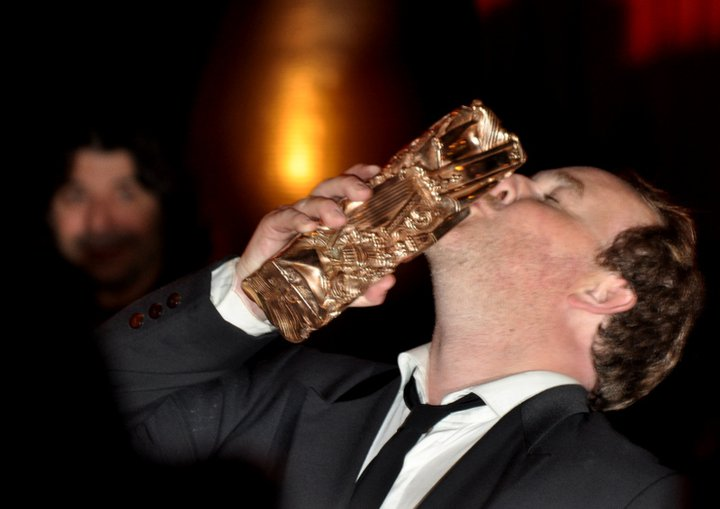
Ксав'є Бовуа на врученні Сезара у 2011 р.

Акторські роботи
| Рік  |    | Українська назва              | Оригінальна назва              | Роль                |
| ---- | -- | ----------------------------- | ------------------------------ | ------------------- |
| 2017 | ф  | Нехай світить сонце           | Un beau soleil intérieur       | Вінсент, банкір     |
| 2016 | ф  | Кінець                        | The End                        | любитель прогулянок |
| 2013 | ф  | Замок в Італії                | Un Château en Italie           |                     |
| 2012 | ф  | Прощавай, моя королево        | Les Adieux à la reine          | Людовік XVI         |
| 2010 | ф  | Побачення з ангелом           | Rendez-vous avec un ange       |                     |
| 2010 | ф  | Хамелеон                      | Le Chameleon)                  | жандарм             |
| 2009 | ф  | Двоє                          | Deux                           |                     |
| 2009 | ф  | На велосипеді                 | À bicyclette                   |                     |
| 2009 | ф  | Вілла Амалія                  | Villa Amalia                   | Тома                |
| 2009 | тф | Дуель у місті                 | Duel en ville                  | Alexandre Konygnski |
| 2008 | тф | Марі-Октябрь                  | Marie-Octobre                  | Марк Доніцці        |
| 2008 | ф  | Диско                         | Disco                          | перший докер        |
| 2008 | ф  | Жінки-агенти                  | Les femmes de l'ombre          | Клод Гранвіль       |
| 2007 | ф  | Вбивця                        | Le tueur                       | Франзен             |
| 2007 | ф  | 24 міри                       | 24 mesures                     | власник Піп-шоу     |
| 2007 | ф  | Свідки                        | Les témoins                    | редактор            |
| 2005 | ф  | Молодий лейтенант             | Le petit lieutenant            | Ніколя Морбе        |
| 2004 | ф  | Арсен Люпен                   | Arsène Lupin                   | доктор              |
| 1999 | ф  | Вітер вночі                   | Le vent de la nuit             | Поль                |
| 1998 | ф  | Зниклі                        | Disparus                       | Фелікс              |
| 1997 | ф  | День і ніч                    | Le jour et la nuit             | Карло               |
| 1996 | ф  | Понетт                        | Ponette                        | батько              |
| 1995 | ф  | Не забудь, що скоро ти помреш | N'oublie pas que tu vas mourir | Бенуа               |
| 1994 | ф  | Закохані                      | Les amoureux                   | коханець Марк       |
| 1994 | ф  | Для маленьких радощів         | Aux petits bonheurs            | Марк                |
| 1991 | ф  | Небо Парижу                   | Le ciel de Paris               | шанувальник         |
| 1991 | ф  | Північ                        | Nord                           | Бертран             |
| 1988 | ф  | Сплячий Данієль               | Daniel endormi                 | Le jeune dragueur   |

Режисер та сценарист
| Рік  | Назва                         | Оригінальна назва              | Примітки                                 |
| ---- | ----------------------------- | ------------------------------ | ---------------------------------------- |
| 1991 | Північ                        | Nord                           | режисер                                  |
| 1995 | Не забудь, що ти скоро помреш | N'oublie pas que tu vas mourir | режисер, сценарист                       |
| 1999 | Вітер вночі                   | Le Vent de la nuit             | сценарист                                |
| 2000 | Від Матвія                    | Selon Matthieu                 | режисер                                  |
| 2000 | Жоао Мата-Сете                | João Mata Sete                 | режисер (короткометражний)               |
| 2005 | Молодий лейтенант             | Le petit lieutenant            | режисер, сценарист                       |
| 2010 | Про людей і богів             | Des hommes et des dieux        | режисер, сценарист                       |
| 2014 | Ціна слави                    | La rançon de la gloire         | режисер                                  |
| 2017 | Берегині                      | Les Gardiennes                 | режисер, співсценарист (у співавторстві) |

## Визнання
| Рік  | Фільм                         | Нагорода/Фестиваль                 | Категорія                                                                   | Результат |
| ---- | ----------------------------- | ---------------------------------- | --------------------------------------------------------------------------- | --------- |
| 1991 | Північ                        | Монреальський кінофестиваль        | Перший приз                                                                 | Перемога  |
| 1991 | Північ                        | Монреальський кінофестиваль        | Спеціальний Гран-прі журі                                                   | Перемога  |
| 1991 | Північ                        | Монреальський кінофестиваль        | Приз ФІПРЕССІ                                                               | Перемога  |
| 1992 | Північ                        | Європейська кіноакадемія           | Найкращий перший фільм                                                      | Номінація |
| 1993 | Північ                        | Премія «Сезар»                     | Найкращий перший фільм                                                      | Номінація |
| 1993 | Північ                        | Премія «Сезар»                     | Найперспективніший актор                                                    | Номінація |
| 1995 | Не забудь, що скоро ти помреш | Приз Жана Віго                     | Найкращий художній фільм                                                    | Перемога  |
| 1995 | Не забудь, що скоро ти помреш | Каннський кінофестиваль            | Золота пальмова гілка                                                       | Номінація |
| 1995 | Не забудь, що скоро ти помреш | Каннський кінофестиваль            | Приз журі                                                                   | Перемога  |
| 1995 | Не забудь, що скоро ти помреш | Міжнародний кінофестиваль в Хіхоні | Спеціальний приз журі                                                       | Перемога  |
| 2000 | Від Матвія                    | Венеційський кінофестиваль         | Золотий лев                                                                 | Номінація |
| 2005 | Молодий лейтенант             | Венеційський кінофестиваль         | Премія Label Europa Cinemas                                                 | Перемога  |
| 2006 | Молодий лейтенант             | Премія «Сезар»                     | Найкращий фільм                                                             | Номінація |
| 2006 | Молодий лейтенант             | Премія «Сезар»                     | Найкращий режисер                                                           | Номінація |
| 2006 | Молодий лейтенант             | Премія «Сезар»                     | Найкращий оригінальний сценарій (разом з Гійомом Брео та Жано-Еріком Труба) | Номінація |
| 2010 | Про людей і богів             | Каннський кінофестиваль            | Золота пальмова гілка                                                       | Номінація |
| 2010 | Про людей і богів             | Каннський кінофестиваль            | Гран-прі журі                                                               | Перемога  |
| 2010 | Про людей і богів             | Каннський кінофестиваль            | Приз екуменічного журі                                                      | Перемога  |
| 2010 | Про людей і богів             | Каннський кінофестиваль            | Приз кіно Французької Національної системи навчання                         | Перемога  |
| 2010 | Про людей і богів             | Європейська кіноакадемія           | Найкращий фільм                                                             | Номінація |
| 2011 | Про людей і богів             | Премія «Сезар»                     | Найкращий фільм                                                             | Перемога  |
| 2011 | Про людей і богів             | Премія «Сезар»                     | Найкращий режисер                                                           | Номінація |
| 2011 | Про людей і богів             | Премія «Сезар»                     | Найкращий оригінальний сценарій                                             | Номінація |
| 2011 | Про людей і богів             | Давид ді Донателло                 | Найкращий європейський фільм                                                | Номінація |
| 2012 | Про людей і богів             | Золота зірка кіно                  | Найкращий фільм                                                             | Перемога  |
| 2012 | Про людей і богів             | Премія «Крістофер» (Нью-Йорк, США) | Найкращий художній фільм                                                    | Перемога  |
| 2014 | Ціна слави                    | Венеційський кінофестиваль         | Золотий лев                                                                 | Номінація |
| 2018 | Берегині                      | Премія «Сезар»                     | Найкращий оригінальний або адаптований сценарій                             | Номінація |

## Громадська позиція
У 2018 підтримав звернення Асоціації режисерів Франції на захист ув'язненого у Росії українського режисера Олега Сенцова